# ГЕС Матахіна
ГЕС Матахіна — гідроелектростанція на півночі Північного острова Нової Зеландії. Знаходячись після ГЕС Aniwhenua (25 МВт), становить нижній ступінь в каскаді на річці Рангітаікі, яка дренує північний схил хребта Кайманава та впадає в тихоокеанську затоку Бей-оф-Пленті за 65 км на схід від Тауранги.
У межах проєкту річку перекрили земляною греблею Матахіна висотою 86 метрів та довжиною 400 метрів, яка утворила витягнуте по долині на 6 км водосховище з площею поверхні 2,3 км2 та об'ємом 55 млн м3. В операційному режимі тут забезпечується коливання рівня поверхні в діапазоні 3,05 метра, чому відповідає корисний об'єм у 6,9 млн м3 (при роботі у протиповеневому режимі діапазон коливань зростає до 5,2 метра при корисному об'єму 11,7 млн м3).
Пригреблевий машинний зал обладнали двома турбінами типу Френсіс потужністю по 40 МВт, які при напорі у 76 метрів забезпечують виробництво 290 млн кВт·год електроенергії на рік.
При станції під час міграційного сезону працює спеціальна пастка, рибу з якої щонайменше раз на добу переправляють через греблю.